# IFK Östersund
IFK Östersund ist ein schwedischer Sportverein aus Östersund. Der Verein ist vor allem für seine Fußballmannschaft bekannt, die zwischen 1953 und 1970 insgesamt elf Spielzeiten in der zweiten Liga spielte.

## Geschichte
Der IFK Östersund gründete sich 1906 als lokale Dependance des Idrottsföreningen Kamraterna. 1949 stieg die Fußballmannschaft des Klubs in die Drittklassigkeit auf, wo sie sich alsbald im vorderen Ligabereich etablierte. Nachdem 1952 hinter Västerås SK die Vizemeisterschaft gelungen war, stieg sie im folgenden Jahr aufgrund einer Ligareform – die Anzahl der Zweitligastaffeln wurde erhöht – als Tabellenvierte erstmals in die Zweitklassigkeit auf. In der Division 2 Norrland platzierte sich die Mannschaft anfangs im mittleren Bereich, ehe sie nach drei Spielzeiten zusammen mit Sandvikens AIK und Sollefteå GIF wieder abstieg.
Ohne Niederlage im Saisonverlauf schaffte IFK Östersund 1957 den direkten Wiederaufstieg und hielt mit einem Punkt Vorsprung auf Absteiger Gefle IF in der anschließenden Spielzeit die Klasse. 1959 fehlten drei Punkte auf Tabellenführer IFK Luleå zur Teilnahme an der Aufstiegsrunde zur Allsvenskan. Die Mannschaft knüpfte nicht an diesen Erfolg an und verpasste 1961 erneut den Klassenerhalt. Als Tabellenzweiter hinter Bollnäs GIF misslang der Wiederaufstieg, der im folgenden Jahr erfolgte. Nach drei Spielzeiten stieg die Mannschaft jedoch erneut ab und etablierte sich im dritten Spielniveau im vorderen Bereich. 1969 stieg der Klub abermals in die zweite Liga auf, beendete die Spielzeit 1970 jedoch zusammen mit IFK Härnösand und Essviks AIF auf einem Abstiegsplatz.
Die Mannschaft des IFK Östersund schwankte in der dritten Liga in ihren Leistungen. Nachdem die Spielzeit 1972 als Tabellensiebter der Staffel Södra Norrland beendet worden war, gelang im folgenden Jahr der Staffelsieg. Hinter Gefle IF, Skellefteå AIK und IF Friska Viljor belegte der Klub den letzten Platz in der Aufstiegsrunde und verpasste somit die Rückkehr in die zweite Liga. Nach erneuten Mittelfeldplätzen zog er 1976 abermals als Staffelsieger in die Aufstiegsrunde ein und scheitere dieses Mal ohne Sieg hinter IF Brommapojkarna, Lycksele IF und Älvsby IF. Dieses Mal blieb die Mannschaft in den Folgejahren im Aufstiegsrennen. Nach einem zweiten Platz hinter Ope IF 1977 gewann sie in der anschließenden Spielzeit ihre Staffel, musste sich aber trotz eines Erfolges gegen Alnö IF in der Aufstiegsrunde Enköpings SK und Gammelstads IF geschlagen geben. Der Klub wiederholte 1981 und 1982 den Staffelsieg, in der nun eingeführten Relegation scheiterte die Mannschaft zunächst nach einem 1:1-Auswärtsunentschieden und einem 2:2-Remis auf eigenem Platz aufgrund der Auswärtstorregel an IFK Malmö, ehe Kalmar AIK sich im Folgejahr mit zwei Siegen durchsetzte.
Nachdem IFK Östersund in den folgenden Jahren nie schlechter als auf dem dritten Tabellenrang abgeschlossen hatte, belegte die Mannschaft am Ende der Spielzeit 1986 den sechsten Rang. Aufgrund einer Ligareform war dies gleichbedeutend mit dem ersten Abstiegsplatz, so dass der Klub in die Viertklassigkeit abrutschte. In der Staffel Mellersta Norrland schaffte die Mannschaft aufgrund des besseren Torverhältnisses als Staffelsieger den direkten Wiederaufstieg und kehrte direkt in der dritten Liga ins Aufstiegsrennen zurück. Nach zwei dritten Plätzen und einer Vizemeisterschaft zog die Mannschaft 1991 in die Aufstiegsrunde zur zweiten Liga ein, verpasste jedoch nach zwei Niederlagen gegen IF Leikin die Rückkehr in die Zweitklassigkeit.
Mitte der 1990er ging es mit IFK Östersund wieder bergab und 1994 stieg der Klub erneut in die Viertklassigkeit ab. Nach dem gelungenen Wiederaufstieg folgte der direkte Wiederabstieg. Zur Bündelung der Kräfte entschied man sich in Östersund die ersten Mannschaften der drei ortsansässigen Klubs Ope IF, IFK Östersund und Östersund/Torvalla FF zusammenzulegen. Daher ging im Oktober 1996 die erste Mannschaft des Klubs im neu gegründeten Östersunds FK auf. Da der neue Verein den Startplatz von Ope IF in der drittklassigen Division 2 Norrland übernahm, behielt IFK Östersund 1997 den Startplatz in der viertklassigen Division 3 Mellersta Norrland.
Nach einem Mittelfeldplatz im ersten Jahr nach der Zusammenlegung, stieg der IFK Östersund im folgenden Jahr in die fünfte Liga ab. Dort etablierte sich die Mannschaft im vorderen Ligabereich, der Wiederaufstieg gelang 2001 als mit 20 Siegen aus 22 Saisonspielen und 124 geschossenen Toren die Liga ohne Saisonniederlage vor dem Ortsrivalen Ope IF dominiert wurde. Die Stärke setzte sich in der folgenden Spielzeit fort und mit sechs Punkten auf den von IFK Sundsvall belegten zweiten Rang marschierte der Klub in die dritte Liga. Hier stoppte der Höhenflug, da die Mannschaft den Klassenerhalt als Tabellenvorletzte verpasste und in der anschließenden Spielzeit zurück in die fünfte Liga durchgereicht wurde. In den folgenden Jahren etablierte sich der Klub auf dem fünften Spielniveau.